# Sagiri
Die Sagiri (jap. 狭霧, dt. „Nebel“) war ein Zerstörer der Kaiserlich Japanischen Marine und gehörte der Fubuki-Klasse an. Sie wurde 1931 in Dienst gestellt und nahm am Zweiten Japanisch-Chinesischen Krieg sowie am Zweiten Weltkrieg teil. Sie wurde bei der Japanischen Invasion Borneos von einem niederländischen U-Boot versenkt.

## Geschichte

### Planung und Bau
Der Bau der Schiffe der Fubuki-Klasse wurde 1923 in Auftrag gegeben, um die Schlagkraft der japanischen Marinestreitkräfte zu erhöhen. Verglichen mit früheren japanischen Zerstörern wirkten diese sehr modern und erinnerten an die Leichten Kreuzer der Marinestreitkräfte anderer Nationen. Die Sagiri wurde auf der Werft Uraga Senkyo in Yokosuka gebaut und profitierte von Verbesserungen, die aufgrund der Erfahrungen mit ihren Schwesterschiffen in die laufende Produktion einflossen. So hatten die 12,7-cm-Zwillingsgeschütze bei der Sagiri eine maximale Rohrerhöhung von 70° und konnten daher auch als Flugabwehrgeschütze verwendet werden, was bei der ursprünglichen Konstruktion nicht möglich war. Bei ihrer Indienststellung erhielt sie die Rumpfnummer 50. Ein Jahr nach Indienststellung wurde sie erneut in die Werft gebracht, um den Rumpf zu verstärken.

### Japanisch-Chinesischer Krieg
Die Sagiri wurde Teil der Zerstörerdivision 20 der 2. Japanischen Flotte. Während des Japanisch-Chinesischen Krieges nahm das Schiff zunächst an Landungsoperationen in Hangzhou und Shanghai teil, bis es ab 1940 im südchinesischen Raum patrouillierte und dortige Landungsoperationen unterstützte.

### Zweiter Weltkrieg
Zur Zeit des japanischen Angriffes auf Pearl Harbor lag die Sagiri im Hafen Sanya auf Hainan vor Anker, um die japanische Invasion Thailands bei Songkhla zu unterstützen.
Ab dem 17. Dezember 1941 unterstützte das Schiff die Japanische Invasion Borneos bei der Landung japanischer Truppen im britischen Protektorat Sarawak. Am 24. Dezember 1941 wurde das Schiff etwa 35 Seemeilen vor der Stadt Kuching von einem Torpedo getroffen, der vom niederländischen U-Boot Hr. Ms. K-XVI abgefeuert worden war. Der Treffer brachte die eigenen Torpedos der Sagiri zur Detonation, welche dadurch zerstört wurde und auf der Stelle sank. 121 Besatzungsmitglieder wurden getötet, 120 konnten gerettet werden.
Am 15. Januar 1942 wurde die Sagiri aus dem Schiffsregister der japanischen Marine gestrichen.